# Андрій Глібович
Андрій Глібович (*д/н — бл. 1186) — князь рязанський у 1177—1186 роках.

## Життєпис
Один з середніх син Гліба Ростиславича, князя рязанського. Ймовірно не брав участі у битві на річці Колокши 1177 року, де батько зазнав поразки від великого князя Володимиро-Суздальського Всеволода Юрійовича. Тоді Гліб Юрійович разом з сином Ігорем і Романом потрапив у полон.
Після смерті батька у полоні 1178 року оголосив себе рязанським князем. Складною ситуацією скористалися половці, що 1179 року сплюндрували рязанщину. В цих умовах розпочав прочернігівську політику, оскільки чернігівські сіверські князі були затятими ворогами половців. У свою чергу великий князь Всеволод Юрійович відпустив з полону братів Андрія — Романа і Ігора, з якими розділив панування Рязаннським князівством. Також Андрій Глібович вимушений був надати молодшим братам Володимиру, Всеволоду і Святославу Пронське князівство, за яке негайно між ними почалася боротьба, в яку втрутилися Ігорі Роман.
Достеменно невідомо кому належала першість серед братів. Але Андрій продовжував орієнтацію на Чернігів. 1183 році брав участь у поході новгород-сіверського князя Ігоря Святославича проти половців, яким було завдано поразки на річці Хорол. Можливо Андрій брав участь також у поході 1185 року, коли руське військо зазнало поразки у битві на річці Каяла. Загинув тоді ж або помер напочатку 1186 року.